# جيم سباناركيل
جيم سباناركيل (بالإنجليزية: Jim Spanarkel)‏ مواليد 28 يونيو 1957 في جيرسي سيتي، هو لاعب كرة سلة أمريكي. بدأ مسيرته الاحترافية في سنة 1979. تم اختياره من قبل فريق فيلادلفيا سفنتي سيكسرز خلال الدرافت. يبلغ طوله 6 قدم 5 بوصة (2.0 م). اعتزل اللعب في 1984. لعب مع فيلادلفيا سفنتي سيكسرز ودالاس مافيريكس.

## روابط خارجية
- جيم سباناركيل على موقع إن بي أي (الإنجليزية)
- جيم سباناركيل على موقع سبورتس رفرنس (الإنجليزية)
- جيم سباناركيل على موقع كلية كرة السلة في سبورتس رفرنس.كوم (الإنجليزية)
- جيم سباناركيل على موقع ريلجم (الإنجليزية)
- جيم سباناركيل على موقع بروبوليرز (الإنجليزية)